# Флёров, Эдуард Игоревич
Эдуа́рд И́горевич Флёров (род. 22 ноября 1966, Красноярск, Красноярский край, РСФСР, СССР) — российский актёр театра, кино и телевидения, кинопродюсер.
Наиболее известен по роли Максима Калинина, главного героя телесериала «Меч» (2009—2015).

## Биография
Родился 22 ноября 1966 года в Красноярске в семье научных работников. С детства и по настоящее время играет в футбол, является болельщиком ФК «Зенит» (Санкт-Петербург). Окончил красноярскую среднюю общеобразовательную школу № 41 (ныне — гимназия № 13).
Актёрскую профессию выбрал не сразу. Сначала пробовал себя на самых разных поприщах — работал токарем-револьверщиком второго разряда на Красноярском заводе телевизоров, учился в Красноярском политехническом институте. Затем одиннадцать лет прожил в Санкт-Петербурге.
В 2000 году Эдуард переехал в Москву, где начал активно играть в театре, сниматься в кино и сериалах. Служил в театре «АктэМ» и в театре при Государственном культурном центре-музее В. С. Высоцкого. С 2005 года сотрудничал с московским театром «Практика».
Снялся в телесериалах «Охота на Берию» (2008), «Висяки» (2008), «Вернуть на доследование» (2009), «Меч» (2009), «Зверобой 2» (2010), «Зверобой 3» (2011), «Легавый» (2012), «Легавый 2» (2014), «Меч 2» (2015), а также в художественных фильмах «Слуга государев» (2007), «Дух» («The Spirit») (2007), «Дом» (2011), «Красный Яр» (2022) и многих других.
Участник пятого сезона проекта «Танцы со звёздами» 2010 года в паре со Светланой Богдановой.
В 2020—2021 годах сотрудничал с МХАТ имени Горького.
Живёт в Москве.

## Семья и личная жизнь
- Отец — Игорь Николаевич Флёров, физик, доктор физико-математических наук, профессор. Живёт в Красноярске, работает главным научным сотрудником лаборатории кристаллофизики в Институте физики имени Л. В. Киренского Сибирского отделения Российской академии наук[4][6].
- Мать — преподаватель технических дисциплин[2].
- Первая жена — Ася Александровна Флёрова, риелтор, училась в одной школе с Эдуардом, в разводе[7].
  - Сын — Максим Эдуардович Флёров (08.03.1986 г.р.), получил экономическое образование. Живёт в Красноярске[4].
    - Внучка — Милана Максимовна Флёрова.
    - Внучка — София Максимовна Флёрова.

## Творчество

### Театральные работы

#### Антреприза
- «А как вы изволите поживать?» (режиссёр — Сергей Сотников) — Смирнов
- «Роковая женщина» / «Страсть Евы» (режиссёр — Ирина Лычагина) — Бруно

#### МХАТ имени Максима Горького(Москва)
- «Лес» (режиссёр — Виктор Крамер) — Иван Восмибратов
- «У премьер-министра мало друзей» (режиссёр — Александр Дмитриев) — Пётр Аркадьевич Столыпин[8]

#### Лаборатория «Пустое пространство»(Москва)
- «Гамлет. Очная ставка» (режиссёр — Елена Кузина) — Клавдий

#### Театр «Практика»(Москва)
- «Пьеса про деньги»
- «Небожители» (режиссёр — Руслан Маликов) — Игорь Симонов
- «Парикмахерша» (режиссёр — Руслан Маликов) — Сергей Медведев

#### Театр приГосударственном культурном центре-музее В. С. Высоцкого(Москва)
- «Пять вечеров»
- «Елизавета Бам»
- «Ледяные картины»
- «Летний день»

### Фильмография[9]
| Год  |     | Название                                                            | Роль |
| ---- | --- | ------------------------------------------------------------------- | --- |
| 2024 | ф   | «Лихо»                                                              | Валентиныч |
| 2024 | с   | «Зло»                                                               | Ястреб |
| 2024 | с   | «Горький 53»                                                        | Николаев |
| 2023 | ф   | «Не будите Лихо»                                                    | Валентиныч |
| 2023 | с   | «Эффект домино»                                                     | Борис Кошель, криминальный авторитет |
| 2023 | с   | «Красный Яр»                                                        | Замятнин |
| 2022 | ф   | «Под неласковым небом»                                              | Кисляков |
| 2022 | ф   | «Игра в убийство»                                                   | начальник СК |
| 2022 | ф   | «Слуга государев. Режиссёрская версия»                              | Карл XII, король Швеции |
| 2022 | с   | «Приказа умирать не было»                                           | Долгушин |
| 2022 | с   | «Необъявленная война» / The Underclared War                         | Феликс Трусов |
| 2022 | с   | «Адмиралы района 2»                                                 | Виктор Павлович Городецкий, полковник полиции, начальник Новоадмиралтейского УВД |
| 2022 | с   | «Под защитой» («Между чёрным и белым серый»)                        | Леонид Георгиевич Соколов |
| 2022 | с   | «Ищейка-6»                                                          | Игорь Петрович Голубев, предприниматель |
| 2021 | с   | «Бывших не бывает»                                                  | Виктор Бутырин, бизнесмен, глава Prod Retail Holding |
| 2021 | с   | «Операция «Престол» / «Перевод с немецкого-2» (в производстве)      | снимался |
| 2021 | ф   | «Из чувства долга»                                                  | Николай Петрович Ковальчук, бизнесмен |
| 2020 | ф   | «Право выбора»                                                      | Олег Александрович Волков, новый главный врач |
| 2020 | с   | «Бомба»                                                             | Николай Иванович Якимук, полковник госбезопасности, начальник охраны объектов |
| 2020 | с   | «Шифр 2»                                                            | отец Носова |
| 2020 | с   | «Адмиралы района»                                                   | Виктор Павлович Городецкий, полковник полиции, старший оперуполномоченный по особо важным делам при Новоадмиралтейском УВД                                                          |
| 2019 | с   | «Вирус» / «Заражение»                                               | Игорь Алексеевич Дробыш, врач-вирусолог |
| 2019 | ф   | «Таксистка»                                                         | Андрей Максимович Смирнов, начальник службы безопасности холдинга «Phoenix» |
| 2019 | с   | «Безсоновъ»                                                         | Михаил Николаевич Заславский, полковник контрразведки |
| 2019 | с   | «Наследники»                                                        | Николай Иванович Орлов, глава семьи и холдинга |
| 2019 | с   | «Старший следователь» / «Я все тобі доведу» (Украина)               | Сильвестр Дергач («Сталлоне»), оперуполномоченный, майор полиции |
| 2019 | ф   | «Последнее испытание» («Училка-2»)                                  | командир отряда ФСБ |
| 2019 | ф   | «12 часов»                                                          | Юрий Савостьянов («Сава»), старший оперуполномоченный УУР |
| 2019 | ф   | «Анна» / «Anna» (Франция)                                           | Молли |
| 2018 | с   | «Презумпция невиновности»                                           | Сергей Степанович Зубов, полковник полиции, начальник следственного отдела |
| 2018 | ф   | «Боль чужой потери» / «Плата за спасение»                           | Борис, новый владелец клиники «Генезис» |
| 2018 | с   | «Реализация» (фильмы № 2 «Проходная пешка» и № 4 «Чёрная полоса»)   | Дмитрий Константинович Яшин («Шустрый»), владелец подпольного казино / Дмитрий Малышев, полковник полиции, сотрудник 13 отдела ГУСБ МВД                                             |
| 2018 | ф   | «Патриарший крест»                                                  | читает письма с фронта |
| 2018 | с   | «Посольство»                                                        | Кребс, сотрудник Интерпола |
| 2018 | с   | «Тот, кто читает мысли» («Менталист») (серия № 7 «Опасный бизнес»)  | Борис Шувалов, президент компании «Меркурий» |
| 2017 | ф   | «Шрам»                                                              | Виктор Петрович Хромов, глава семьи, бизнесмен |
| 2017 | ф   | «Добежать до себя»                                                  | Игорь, инженер-технолог, приятель Анны |
| 2016 | с   | «Агентство скрытых камер»                                           | Михаил Ильич Трошин, подполковник ФСБ в отставке, руководитель детективного агентства, служил в оперативно-поисковом отделе                                                         |
| 2016 | ф   | «Безбашенный Ник» / Tschiller: Off Duty (Германия)                  | Семён Асинович |
| 2015 | с   | «Меч 2»                                                             | Максим Владимирович Калинин («Кэп»), капитан милиции/бывший капитан милиции, бывший оперативный сотрудник УБОП по городу Москве с десятилетним стажем, создатель группировки «Меч». |
| 2015 | с   | «Ленинград-46» (фильм № 5 «Оборотни», серии № 17-20)                | Всеволод Волков, бандит, бывший сотрудник ОБХСС |
| 2014 | с   | «По следу зверя»                                                    | Антон Дмитриевич Карелин, капитан милиции, оперативник УБОП, сотрудник СК |
| 2014 | с   | «Легавый-2»                                                         | Юрий Сергеевич Козырев, капитан милиции/майор милиции, старший оперуполномоченный уголовного розыска                                                                                |
| 2014 | с   | «Бессонница»                                                        | Игорь Владимирович Коваль, игрок № 8, киллер, осуждённый на пожизненное заключение                                                                                                  |
| 2014 | с   | «Брат за брата 3»                                                   | Аслан Джабраилов, бизнесмен |
| 2014 | с   | «Скорый «Москва — Россия»»                                          | вахтовик |
| 2013 | с   | «Умник»                                                             | Дмитрий Рогов, офицер спецслужб, бывший жених Евгении Огарёвой |
| 2013 | с   | «Брак по завещанию 3. Танцы на углях»                               | Алекс Маклейн, шеф службы безопасности семейства Харпер |
| 2012 | с   | «Легавый»                                                           | Юрий Сергеевич Козырев, фронтовик, капитан, оперуполномоченный уголовного розыска                                                                                                   |
| 2012 | с   | «Груз»                                                              | Денис Логачёв, подполковник фельдъегерской службы, командир группы |
| 2011 | кор | «Ось» / «Axis» (короткометражный; Украина)                          | снимался |
| 2011 | с   | «Зверобой-3»                                                        | «Капкан» |
| 2011 | ф   | «Дом»                                                               | ветеран |
| 2011 | с   | «Грибной царь»                                                      | Алипанов |
| 2011 | ф   | «Возвращение домой»                                                 | Вадим, муж Александры |
| 2010 | с   | «Зверобой-2»                                                        | «Капкан» |
| 2010 | с   | «Застывшие депеши»                                                  | Рич, агент ЦРУ |
| 2010 | с   | «Дом образцового содержания»                                        | «Сапог» |
| 2009 | с   | «Меч»                                                               | Максим Владимирович Калинин («Кэп»), капитан милиции/бывший капитан милиции, бывший оперативный сотрудник УБОП по городу Москве с десятилетним стажем, создатель группировки «Меч». |
| 2009 | с   | «Генеральская внучка» (серия № 4 «Самоубийца»)                      | Сергей Сергеевич Поляков |
| 2009 | с   | «Вернуть на доследование» («Висяки-2»)                              | Михаил Иванович Таранов, майор милиции, начальник ОРКП |
| 2009 | ф   | «Fata Morgana» («Фата Моргана») (короткометражный)                  | Олег, охранник |
| 2008 | с   | «Висяки»                                                            | Михаил Иванович Таранов, майор милиции, начальник ОРКП |
| 2008 | с   | «Александровский сад 3. Охота на Берию»                             | Вячеслав Гараев, полковник |
| 2007 | ф   | «Слуга государев»                                                   | Карл XII, король Швеции |
| 2007 | с   | «Морозов» (серия № 7)                                               | Игорь Борев |
| 2007 | ф   | «Заговор» / «Urota» (Хорватия)                                      | Лев Сергеевич Тирановский |
| 2007 | ф   | «Дух / «The Spirit»(короткометражный; Россия-Великобритания-США)    | Алексей |
| 2007 | с   | «Диверсант 2. Конец войны»                                          | танкист |
| 2007 | с   | «Богатая и любимая»                                                 | Першин |
| 2006 | с   | «Гонка за счастьем»                                                 | Валерий Валерьевич Чесноков, автомеханик |
| 2006 | ф   | «Человек безвозвратный»                                             | Дмитрий Кодинцев |
| 2006 | с   | «Сыщики-5» (серия № 6 «Кильки в томате»)                            | Дмитрий Водорезов |
| 2006 | ф   | «Палач»                                                             | Александр Завалишин |
| 2006 | с   | «Охота на гения»                                                    | эпизод |
| 2006 | с   | «Опера. Хроники убойного отдела 2» (серия № 16 «Исповедь»)          | Владимир Павлович, следователь |
| 2006 | с   | «Молодые и злые»                                                    | Трухин, адвокат |
| 2006 | с   | «Мой генерал»                                                       | следователь, капитан милиции |
| 2006 | с   | «Кулагин и партнёры» (серия «Нападение на инкассаторов»)            | следователь |
| 2006 | с   | «В ритме танго»                                                     | эпизод |
| 2006 | с   | «Автономка»                                                         | Дмитрий Олегович Щербинский, капитан 3-го ранга, командир БЧ-5, механик |
| 2005 | с   | «Частный детектив» (серия № 5 «Царский подарок»)                    | Апенышев |
| 2005 | с   | «Таксистка 2»                                                       | эпизод |
| 2005 | ф   | «Стая»                                                              | Юрий |
| 2005 | с   | «Охота на изюбря»                                                   | эпизод |
| 2005 | с   | «МУР есть МУР 3»                                                    | Покатилов, капитан |
| 2005 | с   | «Две судьбы 2. Голубая кровь»                                       | Игорь, водитель Бориса Бутусова |
| 2005 | ф   | «Гражданин начальник 2» (серия № 3)                                 | эпизод |
| 2005 | с   | «Авантюристка» (фильм № 4 «Отпуск на тот свет»)                     | сотрудник ФСБ |
| 2004 | с   | «Слепой»                                                            | Андрей Сорокин, полковник ФСБ |
| 2004 | с   | «Рокировка»                                                         | Вадим, директор вагона-ресторана, сообщник Михаила Аскольдова |
| 2004 | с   | «Ключи от бездны. По ту сторону волков 2»                           | «Подтяга», член банды Сеньки «Кривого» |
| 2004 | ф   | «Мы умрём вместе»                                                   | брат Жени |
| 2004 | с   | «Даша Васильева. Любительница частного сыска 2. Дама с коготками»   | Кирилл Торов, программист, супруг Дианы |
| 2003 | с   | «Оперативный псевдоним» (серии № 7-8)                               | Свиркунов, капитан ФСБ |
| 2003 | с   | «На углу, у Патриарших 3» (серия № 6 «Журналистское расследование») | Алексей Голованов («Голова»), бандит |
| 2003 | с   | «Кобра. Антитеррор» (фильм № 2 «Охота на первого»)                  | специалист по оружию |
| 2003 | с   | «Возвращение Мухтара» (серия № 28 «Америкэн бой»)                   | Семёнов |

### Озвучивание
2014 — «Моя блокада» (документальный)

### Видеоклипы
- 2019 — «Пилигрим» — исп. Данил Плужников (реж. Юлия Фил)
- 2022 — «Poltava» — исп. гр. «Sabaton»